# Syzeuctus ephialtinus
Syzeuctus ephialtinus är en stekelart som beskrevs av Per Abraham Roman 1910. Syzeuctus ephialtinus ingår i släktet Syzeuctus och familjen brokparasitsteklar. Inga underarter finns listade i Catalogue of Life.